# Mỏ Cày
Mỏ Cày là một xã thuộc tỉnh Vĩnh Long, Việt Nam.
Trước ngày 16 tháng 6 năm 2025, Mỏ Cày là thị trấn huyện lỵ của huyện Mỏ Cày Nam, tỉnh Bến Tre. 

## Địa lý
Xã Mỏ Cày có vị trí địa lý:
- Phía đông giáp xã Đồng Khởi.
- Phía tây giáp xã Nhuận Phú Tân.
- Phía nam giáp xã Thành Thới và An Định.
- Phía bắc giáp xã Tân Thành Bình.

Xã Mỏ Cày có diện tích 38,89 km², dân số năm 2025 là 49.852 người, mật độ dân số đạt 1.281 người/km².
Trên địa bàn xã có hai tuyến đường huyết mạch là Quốc lộ 57 và Quốc lộ 60 đi qua.

## Hành chính
Thị trấn Mỏ Cày được chia thành 2 ấp và 7 khu phố.

## Lịch sử
Thị trấn Mỏ Cày trước đây vốn là huyện lỵ của huyện Mỏ Cày.
Khi huyện Mỏ Cày tách thành hai huyện Mỏ Cày Bắc và Mỏ Cày Nam, thị trấn Mỏ Cày trở thành huyện lỵ của huyện Mỏ Cày Nam.
Ngày 31 tháng 12 năm 2020, Bộ Xây dựng ban hành Quyết định số 1711/QĐ-BXD công nhận thị trấn Mỏ Cày mở rộng (gồm thị trấn Mỏ Cày và 5 xã: An Thạnh, Đa Phước Hội, Định Thủy, Phước Hiệp, Tân Hội) là đô thị loại IV.
Ngày 16 tháng 6 năm 2025, Ủy ban Thường vụ Quốc hội ban hành Nghị quyết số 1687/NQ-UBTVQH15 về việc sắp xếp các đơn vị hành chính cấp xã của tỉnh Vĩnh Long năm 2025. Theo đó, sắp xếp toàn bộ diện tích tự nhiên, quy mô dân số của thị trấn Mỏ Cày và các xã Tân Hội, Đa Phước Hội và An Thạnh thành xã mới có tên gọi là xã Mỏ Cày.
Sau khi sáp nhập, xã Mỏ Cày có 38,89 km² diện tích tự nhiên và dân số 49.852 người.